# チャールズ・キャメロン

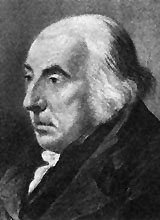
1800年代に描かれた肖像画

チャールズ・キャメロン（Charles Cameron、1743年-1812年）は、スコットランド出身のロシアの建築家。
クラシシズム様式の代表的な建築家で、個性的な表現力にあふれる作品を残している。また、一方でインテリアの設計にも長けていた他、優秀な画家としても著名であった。
代表作として、キャメロン・ギャラリー、パヴロフスクの宮殿、友好の聖堂、などがある。